# كولمبورخ
كولمبورخ Culemborg  هي بلدية ومدينة بمقاطعة خيلدرلند بهولندا.

## طوبوغرافيا
خريطة طوبوغرافية هولندية لبلدية كولمبورخ، يونيو 2015، (تقرأ بعد ثلاث نقرات على الخريطة).

## معرض صور

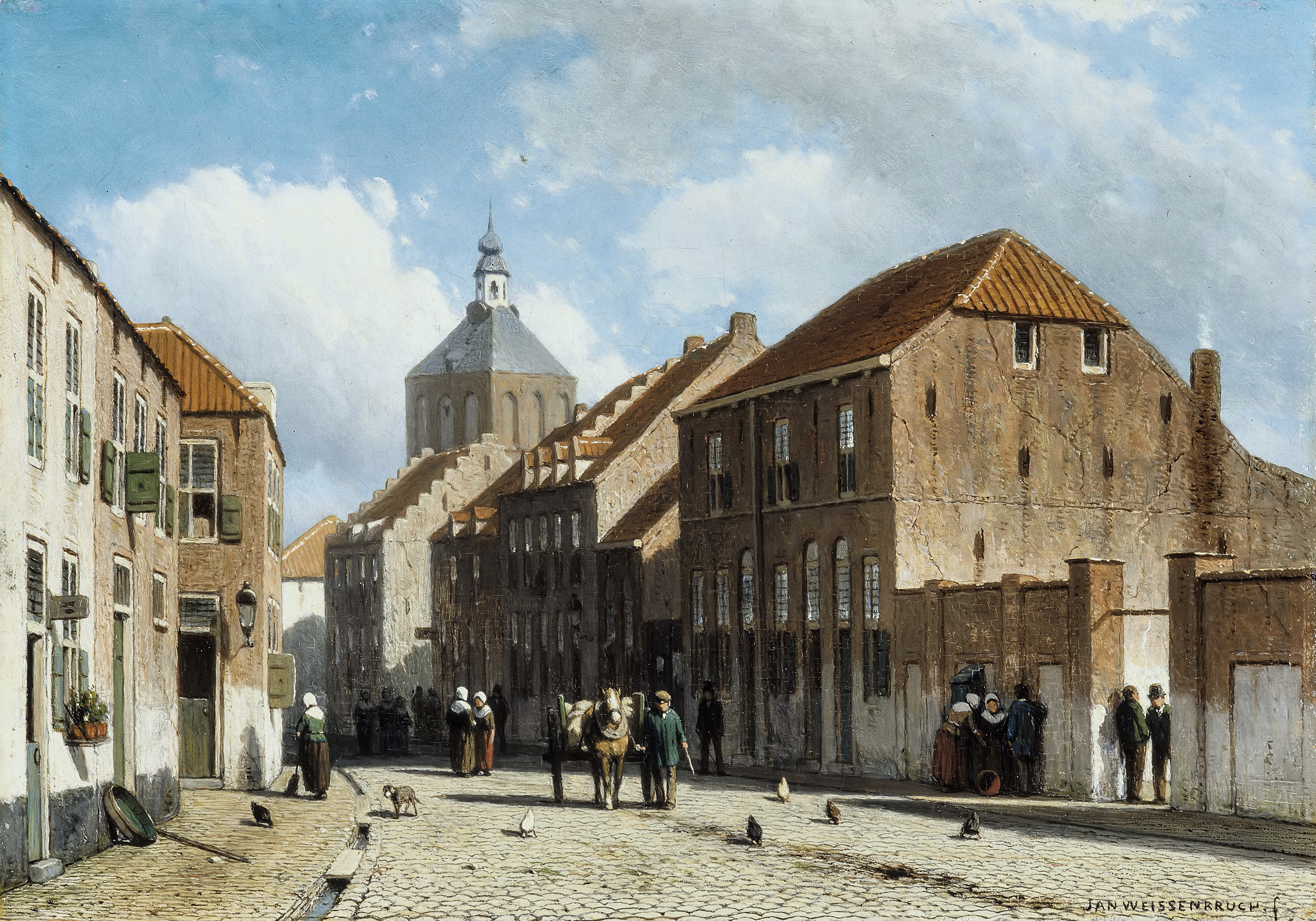
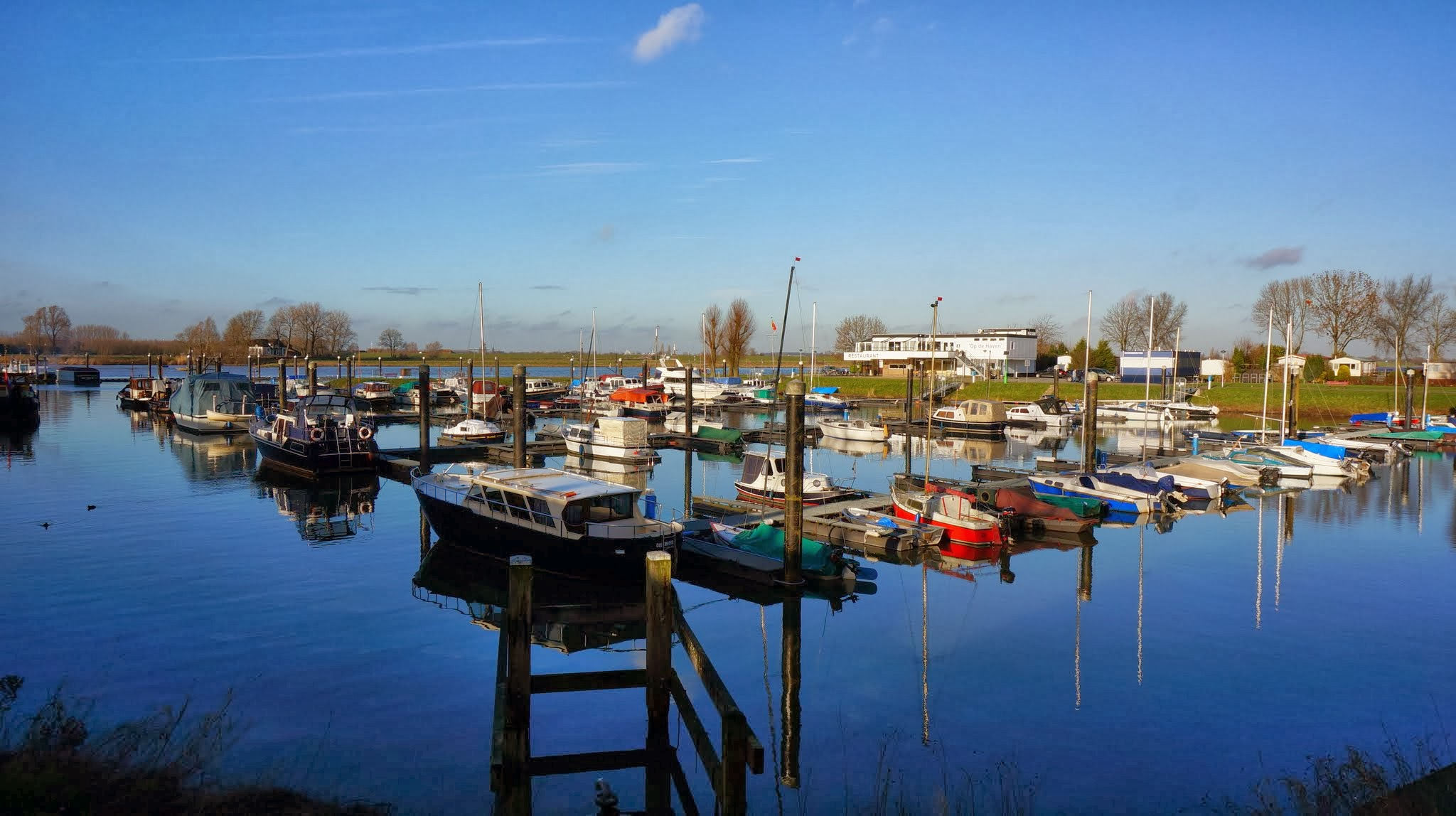
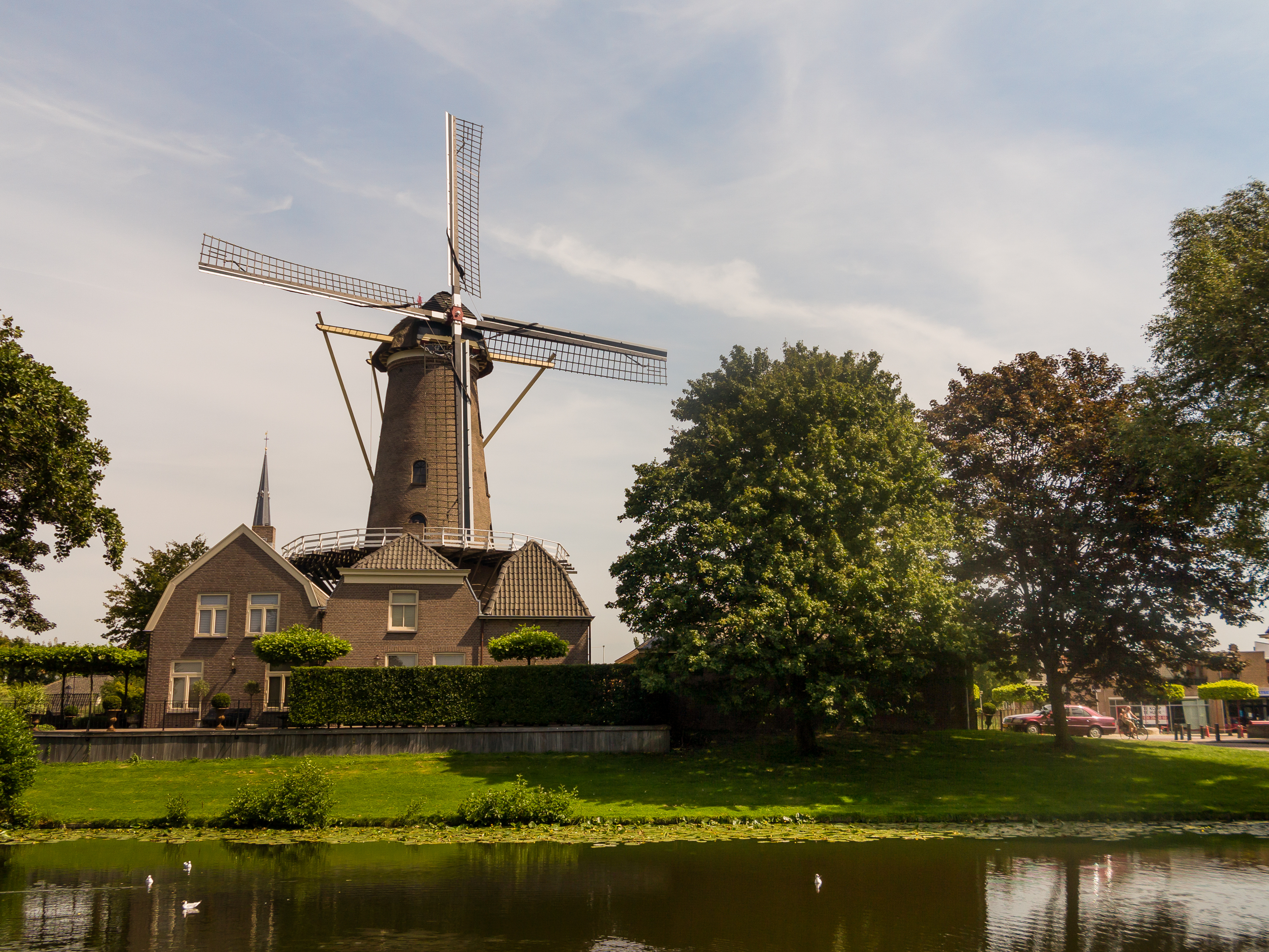
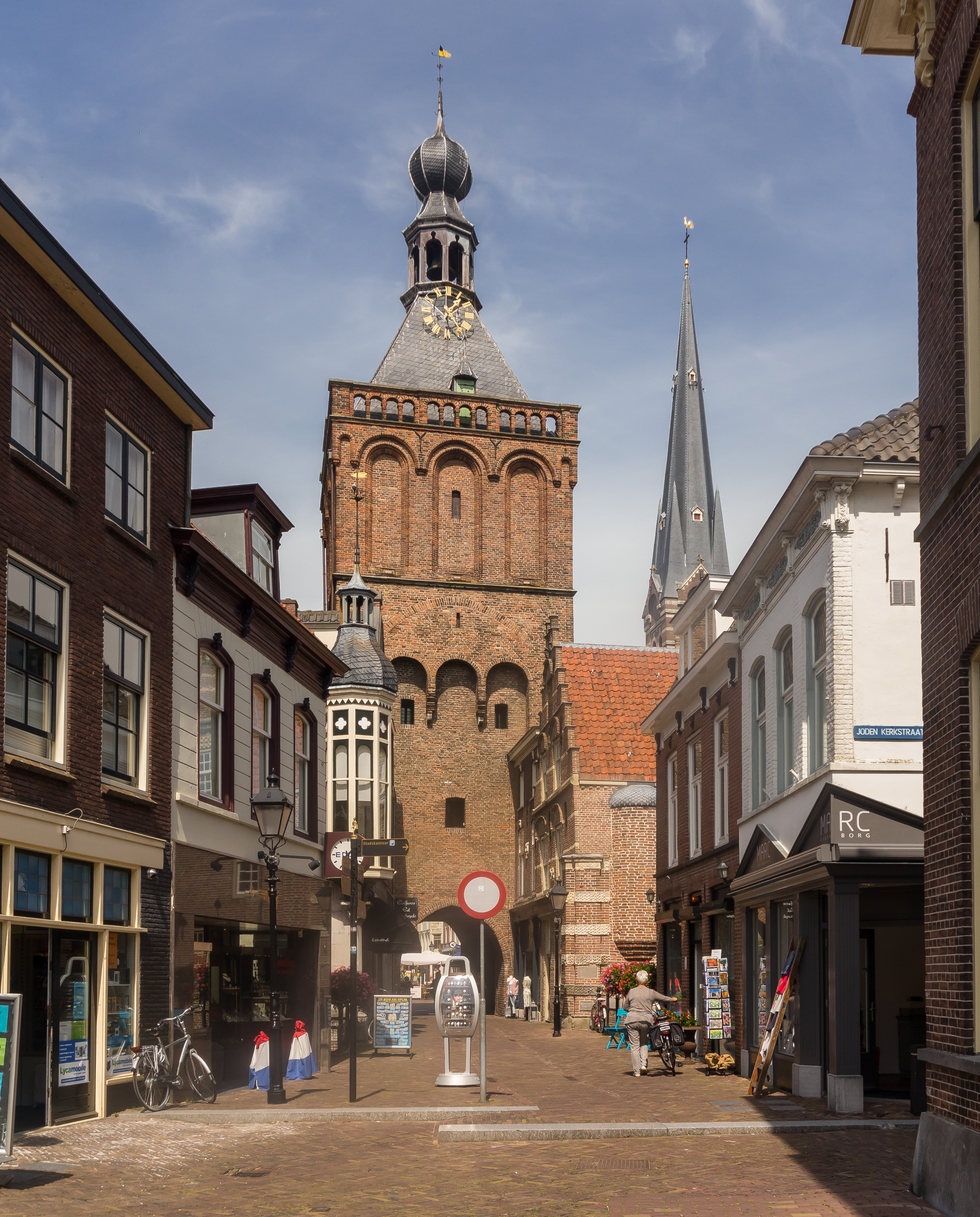

## أعلام
- أنتوني فان ديمن
- فيلهيلمينا كوبر
- باتريك بوتهاوزن
- يان فان ريبيك
- جيلكا فان هوتين